# Nygårds hagar
Nygårds hagar är en tätort i Nykvarns kommun i Stockholms län. 
Namnet kommer från en gård på vars mark bebyggelsen etablerats.

## Administrativ historik
2000 klassade SCB bebyggelsen i östra delen, Nygårds östra till en småort.
2010 hade bebyggelse i västra delen tillkommit och hela området räknade SCB som en tätort benämnd Nygårs hagar. 2015 justerade SCB definitionen för tätorter något, varvid man fann att avstånden mellan de olika husområdena är för stort för att området skall kunna utgöra en gemensam tätort och delarna har för få boende för att i sig kunna utgöra tätorter. Istället kom delar av orten att utgöra två småorter benämnda Nygård östra och Nygård västra. Nygård västra hade 2015 190 invånare på 23 hektar
2018 klassades bebyggelsen i den västra delen som en tätort benämnd Nygårds hagar medan den östra delen kvarstod som en separat småort som sedan 2023 klassades som del av denna tätort

## Samhället
Nygård består framför allt av villabebyggelse uppförd under 2000-talet. 

## Befolkningsutveckling
| Befolkningsutvecklingen i Nygård västra/Nygårds hagar 2000–2020     | Befolkningsutvecklingen i Nygård västra/Nygårds hagar 2000–2020 | Befolkningsutvecklingen i Nygård västra/Nygårds hagar 2000–2020 | Befolkningsutvecklingen i Nygård västra/Nygårds hagar 2000–2020 | Befolkningsutvecklingen i Nygård västra/Nygårds hagar 2000–2020 |
| ------------------------------------------------------------------- | --------------------------------------------------------------- | --------------------------------------------------------------- | --------------------------------------------------------------- | --------------------------------------------------------------- |
|                                                                     |                                                                 |                                                                 |                                                                 |                                                                 |
| År                                                                  |                                                                 |                                                                 | Folkmängd                                                       | Areal (ha)                                                      |
| 2010                                                                | 2010                                                            |                                                                 | 328                                                             | 38                                                              |
| 2015                                                                | 2015                                                            |                                                                 | 190                                                             | 23#                                                             |
| 2018                                                                | 2018                                                            |                                                                 | 214                                                             | 23                                                              |
| 2020                                                                | 2020                                                            |                                                                 | 234                                                             | 26                                                              |
| Anm.: Ny småort 2000. Ny tätort 2010. Ej tätort 2015. # Som småort. |                                                                 |                                                                 |                                                                 |                                                                 |